# Regno d'Egitto
Il Regno d'Egitto fu il primo vero Stato moderno egiziano come nazione indipendente; esso nacque nel 1922, anno in cui il governo britannico concesse all'Egitto l'indipendenza al fine di sopprimere la crescita del nazionalismo, e durò fino al 1953, quando in seguito alla rivoluzione egiziana del 1952 venne abolita la monarchia (di fatto in precedenza l'Egitto era stato un territorio formalmente ottomano sotto occupazione britannica dal 1882 al 1914, e dal 1914 al 1922 era diventato un protettorato britannico).
L'Egitto nel 1882 fu invaso dall'Impero britannico per sostenere il Regime del Chedivè (viceré) così da fronteggiare l'aumento del nazionalismo e per assicurarsi sostanzialmente il controllo del Canale di Suez, una via marittima di primaria importanza sulla rotta dell'India Britannica. Questo segnò l'inizio di un lungo periodo di occupazione militare britannica dell'Egitto, anche se esso formalmente faceva parte dell'Impero ottomano. Nel 1899 l'Impero britannico impose all'Egitto il "codominio" sul Sudan, che divenne "Anglo-egiziano", e rimase tale sino al conseguimento dell'indipendenza (1956).
In seguito, nel 1914, durante la prima guerra mondiale, in cui la Gran Bretagna si trovava schierata contro gli ottomani, i britannici proclamarono l'Egitto loro protettorato, e sostituirono il viceré (di tendenze filo-ottomane) con un altro membro della sua famiglia, proclamandolo sultano d'Egitto (che quindi fu un sovrano posto sul trono dagli stessi britannici ed era de facto una figura di facciata).
La monarchia, intesa come Stato autonomo dell'Egitto, venne istituita e in seguito riconosciuta come indipendente dagli inglesi nel 1922, rappresentata nella persona di Fuʾād I, combattendo su due fronti politici: da una parte il Wafd, una grande organizzazione politica nazionalista fortemente contraria all'influenza britannica, e dall'altra gli inglesi stessi, che erano decisi a mantenere il controllo sul canale di Suez. Altri partiti politici stavano emergendo in questo periodo; tra questi i più importanti erano il Partito Comunista Egiziano (1925) e la Fratellanza Musulmana (1928), destinata a diventare una grande potenza politica e religiosa.
Re Fuʾād morì nel 1936, e il trono passò al principe Fārūq, che ereditò la corona all'età di 16 anni. Re Fārūq I d'Egitto, allarmato dalla recente conquista italiana dell'Etiopia, firmò un trattato con il Regno Unito, che impegnava quest'ultimo a ritirare tutte le sue truppe dal territorio egiziano, tranne che sul canale di Suez (che sarebbe stato in seguito evacuato nel 1949).
Il regno fu presto afflitto dalla corruzione e visto dagli stessi sudditi egiziani come uno Stato fantoccio nelle mani inglesi. Questo, in concomitanza con la sconfitta nella guerra arabo-israeliana del 1948, portò ad un colpo di Stato nel 1952 da parte di un gruppo di ufficiali dell'Esercito chiamato Movimento dei Liberi Ufficiali. Re Fārūq abdicò in favore del figlio neonato, Fuʾād II, nella speranza di salvare la corona. Tuttavia nel 1953 la monarchia venne formalmente abolita, il re e la sua famiglia mandati in esilio (l'ormai ex re Fārūq trovò asilo in Italia) e venne proclamata la Repubblica Araba d'Egitto.

## Storia

### Chedivè e occupazione britannica

Bandiera del Protettorato Britannico d'Egitto (1914-1922)

Mehmet Ali e la sua discendenza utilizzarono il titolo onorifico di Chedivè, preferendolo alla minore carica di Wali, e ciò venne riconosciuto dalla Corte ottomana sino al 1867, anno in cui il Sultano ottomano Abdul Aziz sancì ufficialmente la sua utilizzazione per definire il Viceré dell'Egitto nella persona di Ismāʿīl Pascià e tutti i suoi successori.
A differenza del nonno, Ismāʿīl adottò una politica meno conflittuale verso la corte ottomana, nel tentativo di rafforzare la posizione dell'Egitto e della sua dinastia e, attraverso una miscela di lusinghe e corruzione, riuscì ad ottenere un riconoscimento ufficiale, ma pur sempre virtuale, dell'Egitto come nazione indipendente.
Questa libertà fu gravemente compromessa nel 1879, quando il Sultano, in guerra con le grandi potenze europee, fece deporre Ismāʿīl in favore del figlio Tawfīq. Da quel momento l'indipendenza dell'Egitto divenne per lo più simbolica, soprattutto quando tre anni dopo l'Impero Britannico invase ed occupò il paese, apparentemente per sostenere il Chedivè Tawfīq contro i suoi avversari nazionalisti, ma in realtà per mantenere il controllo sul Canale di Suez.

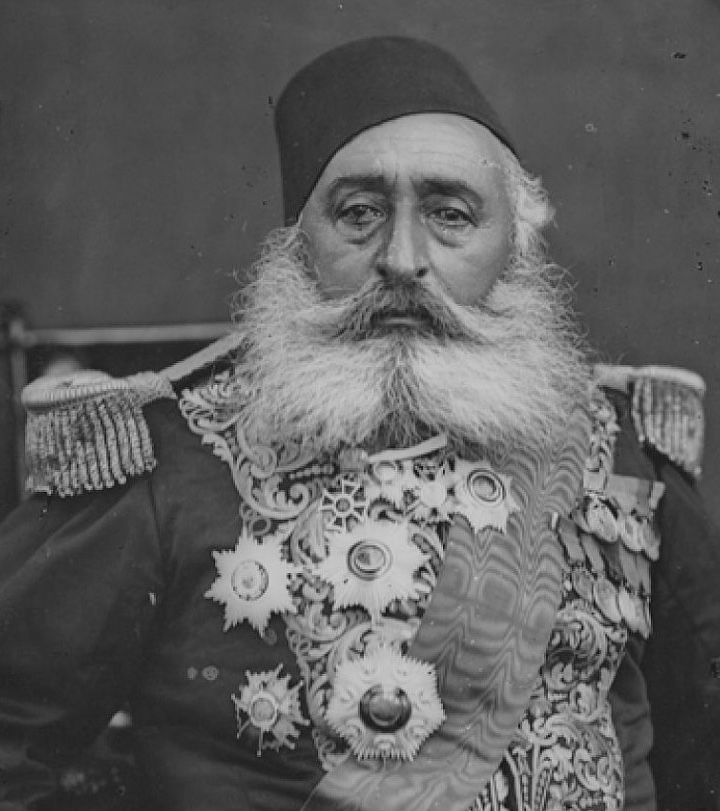
Il Chedivè Ismāʿīl I

Mentre il Chedivè continuerà a governare l'Egitto e il Sudan, almeno nominalmente, le vere redini del paese erano in mano all'Alto Commissariato britannico.
In spregio agli egiziani, i britannici proclamarono il Sudan condominio anglo-egiziano, ovvero un territorio che era parte integrante dell'Egitto, ma ora si trovava sotto la sovranità congiunta del Regno Unito e dell'Egitto medesimo. Ciò fu ripetutamente condannato dagli egiziani, sia dal governo che dal popolo, fedeli all'idea di "Unità della Valle del Nilo"; ciò sarebbe stato alla base di una inimicizia tra l'Egitto e la Gran Bretagna fino all'indipendenza del Sudan nel 1956.

### Dal sultanato al regno
Nel 1914, il Chedivè ʿAbbās Ḥilmī II si schierò al fianco dell'Impero ottomano allo scoppio della prima guerra mondiale, e fu prontamente deposto dai britannici che assegnarono la carica a suo zio, Husayn Kāmil. Questo decretò la fine a livello giuridico della sovranità turca sull'Egitto, che era parte dell'Impero Ottomano sino dal 1805. Husayn Kāmil venne proclamato Sultano dell'Egitto e del Sudan e il Paese venne trasformato in un Protettorato britannico.

### Dopo la prima guerra mondiale
Al termine del primo conflitto mondiale, una delegazione conosciuta come Wafd con a capo Saʿd Zaghlūl partecipò alla Conferenza di pace di Parigi del 1919 per richiedere alle nazioni vincitrici l'indipendenza per l'Egitto. Quando per decisione britannica Zaghlūl e altri tre suoi sostenitori furono arrestati ed esiliati sull'Isola di Malta, in Egitto scoppiò un'enorme rivolta contro l'autorità britannica.
Dal marzo all'aprile del 1919 vi furono grandi manifestazioni di massa che spesso si trasformavano in vere e proprie insurrezioni. Questo periodo viene ricordato nella storia egiziana come la Prima rivoluzione. I britannici repressero immediatamente i disordini nazionalistici facendo intervenire l'esercito, e provocando circa 800 morti.
Nel novembre dello stesso anno in Egitto venne inviata la Commissione Milner per tentare di risolvere la gravosa situazione. L'anno successivo, nel 1920, Lord Milner presentò la sua relazione sulla situazione in Egitto, e suggerì all'allora Ministro degli Esteri britannico Lord Curzon di sostituire il protettorato con un trattato di alleanza. Curzon accettò la proposta di Milner e, nel giugno del 1920, accolse una delegazione egiziana guidata da Zaghlūl e ʿAdlī Pascià per discutere le proposte e gli accordi, che sarebbero stati conclusi due mesi più tardi. Il parlamento britannico approvò l'accordo, e nel 1921 richiese all'Egitto di inviare nella capitale britannica una seconda delegazione per la conclusione definitiva del trattato. Fu ʿAdlī Pascià a guidare questa delegazione a Londra nel giugno del 1921, un anno dopo la prima. Tuttavia, anche se le cose sembravano volgere al meglio, i delegati britannici alla Conferenza Imperiale furono irremovibili e sottolinearono l'importanza per il Regno Unito di mantenere sotto il proprio controllo la zona del Canale di Suez. Lord Curzon tentò di persuadere i propri colleghi che ʿAdlī Pascià avrebbe accettato tutte le clausole del trattato, ma la delegazione egiziana tornò in Egitto disgustata ed indignata. Nel dicembre del 1921, le autorità britanniche al Cairo proclamarono la legge marziale e ancora una volta i membri del Wafd e Zaghlūl vennero deportati, procurando le ennesime dimostrazioni di violenza da parte della popolazione. Fu così che nel 1922, in ossequio al crescente nazionalismo e su suggerimento dell'Alto Commissariato britannico, il Regno Unito dichiarò unilateralmente l'Egitto nazione indipendente, abolendo la forma di Protettorato e legalizzando l'autonomia del nuovo Stato: il "Regno d'Egitto", con a capo come sovrano il discendente di Mehmet Ali, Fuʾād I.
Tuttavia, l'influenza britannica continuava a dominare la vita politica dell'Egitto, facendo promuovere riforme fiscali, amministrative e governative. La Gran Bretagna mantenne il controllo sul Canale di Suez e in Sudan fino al 1956.
Zaghlūl, tornato dall'esilio e messosi a capo del partito Wafd, diventò Primo ministro nel 1924. Egli richiese che l'Egitto e il Sudan fossero uniti sotto la stessa nazione, basandosi sull'ideologia "dell'unione della Valle del Nilo". Quando il governatore britannico del Sudan, Sir Lee Stack, venne assassinato al Cairo, in Sudan scoppiarono gravi disordini. Il governo di Londra chiese dunque all'Egitto di ritirare le sue truppe dal Sudan e di pagare un "debito di scuse". Zaghlūl accettò di pagare il dazio ma non di ritirare l'esercito da quel territorio che definiva storicamente egiziano, e così rassegnò le dimissioni.

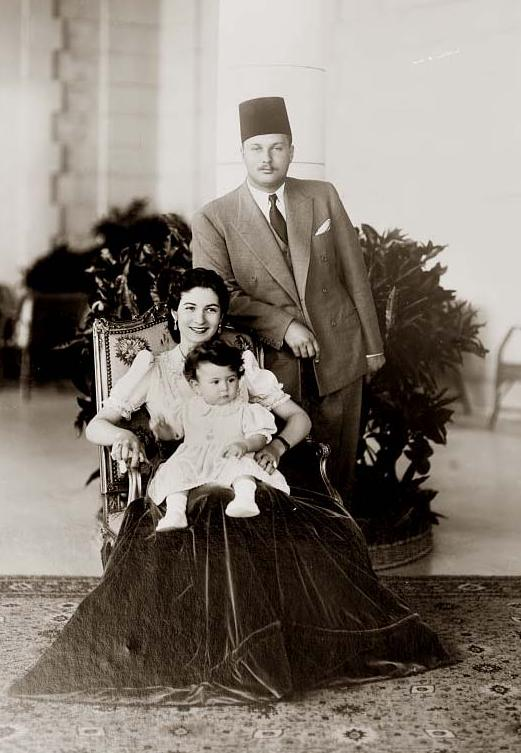
S.M. Re Fārūq I con la moglie, la Regina Farida d'Egitto

Il successore di Husayn, Fuʾād I, sostituì il titolo di sultano con quello di re. Tuttavia i britannici interferivano ancora negli affari egiziani. Di particolare interesse per l'Egitto era la questione del Sudan, occupato dalle forze britanniche. Sia per il re che per i nazionalisti tutto ciò era intollerabile, e così il governo egiziano insistette nel sostenere che Fuad e suo figlio il re Farouk I erano re d'Egitto e Sudan.

### Il Regno durante la Seconda guerra mondiale
Durante la seconda guerra mondiale le truppe britanniche utilizzarono l'Egitto come base per le operazioni alleate in tutta la regione araba, appoggiate da re Fārūq I, che nel 1940 imprigionò nei campi di lavoro tutti gli italiani presenti nel Paese sospettati di essere dalla parte di Mussolini.
Due anni dopo la guerra, nel 1947, il governo britannico ritirò definitivamente le sue truppe dalla zona del Canale di Suez, visto che sentimenti anti-britannici continuavano ad alimentarsi nel Paese per questa questione.

### Il colpo di Stato
La notte tra il 22-23 luglio del 1952, un gruppo di soldati che facevano parte del gruppo dei "Liberi Ufficiali", guidati dal tenente colonnello Gamāl ʿAbd al-Nāsser presero il potere attuando un colpo di stato e rovesciando il governo accusato di essere troppo incline al fascino inglese, e che i militari accusarono per la sconfitta del 1948 nella guerra contro Israele, chiamando come capo del governo il generale Muhammad Negīb. Dopo una breve esperienza di governo democratico, abolita nel 1953 anche formalmente la monarchia, Gamāl ʿAbd al-Nāsser, evoluto in un leader carismatico, nel 1954 fece porre Negīb agli arresti domiciliari, abrogò la Costituzione, lasciando spazio all'attuazione di un sistema di "socialismo nazionale arabo".

### Dissoluzione del Regno d'Egitto
Il Regno di Fārūq I fu caratterizzato da un sempre maggiore malcontento nazionalista, alimentato dall'occupazione britannica durante la seconda guerra mondiale, dalla corruzione e dall'incompetenza del governo reale, dimostrata soprattutto nel corso della guerra arabo-israeliana del 1948.
Tutti questi fattori contribuirono grandemente a minare la posizione del re, e a spianare la strada per la "Rivoluzione del 1952".
Re Fārūq fu obbligato ad abdicare a favore del figlio neonato Ahmad Fuʾād, che divenne re Fuʾād II, mentre l'amministrazione del potere passava sotto il controllo dei Liberi Ufficiali e quindi nelle mani di Negīb e Gamāl ʿAbd al-Nāsser.
Il regno di Fuʾād II (che era in Italia con il padre) durò meno di un anno; il colonnello Gamāl ʿAbd al-Nāsser il 18 giugno 1953 abolì la monarchia e proclamò la Repubblica, con Negīb presidente.
Depone così il potere, dopo circa un secolo, la dinastia di Mehmet Ali.